# Escudo de la Casa de Portocarrero
El escudo de armas de la Casa de Portocarrero es un escudo jaquelado de 15 piezas de oro y azur; bordura componada de Castilla y León. Fue concedido el 13 de diciembre de 1599, por Felipe III a Juan Portocarrero (IX Señor de Moguer). 
En 1642, siendo Francisco Portocarrero XVI Señor de Moguer, Felipe IV le otorgó el rango de Ciudad a la villa de Moguer y concedió a su concejo el Escudo de la Casa de Portocarrero. 